# Арабијски орикс
Арабијски или бели орикс (лат. Oryx leucoryx) је врста антилопе и најмањи је у роду Oryx. Насељава пустиње и степе Арабијског полуострва. Године 1972. изумро је у дивљини и узгајан је само у зоолошким вртовима. Почевши од 1980. полако се реинтродукује у своје природно станиште.

## Опис
Арабијски орикс је у раменима висок око 1 m, а тежак 70 kg. Углавном је беле боје. Доњи део тела и ноге су смеђи, а поједини делови главе црни. Оба пола имају дугачке и танке прстенасте рогове, што је одлика свих врста орикса. Дугачки су 50—75 cm и благу савијени уназад.

## Распрострањеност
Некада је насељавао читаво Арабијско полуострво и област од Синаја до Ирака. До 1930-их се одржао само у Саудијској Арабији, у пустињама Нефуд и Руб ел Хали. Арабијски принчеви и чиновници у нафтним компанијама, ловили су их уз помоћ великог броја моторних возила и митраљеза, па су доведени на руб опстанка. Последња јединка у дивљини је виђена 1972. године, тако да је врста опстала само у зоолошким вртовима.
Арабијски орикс је поново насељен, прво у Оману, захваљујући зоолошком врту у Сан Дијегу. Тај део оманске пустиње је назван Уточиште арабијског орикса и постао је део светске баштине под заштитом Унеска. Од 450 јединки 1996. године, број је спао само на 65 јединки 2007, а после тога је и даље опадао. Оманска влада је решила да смањи ово уточиште за 90% територије, због експлоатације нафте. Уточиште арабијског орикса је скинуто са листе светске баштине Унеска, као једини такав пример у историји ове организације.
Осим у Оман, врста је реинтродукована у Саудијску Арабију, Израел, Јордан, Уједињене Арапске Емирате, Катар и Бахреин.